# جواد افتخاری
جواد افتخاری سیاست‌مدار ایرانی بود، که در دوره بیست و چهارم مجلس شورای ملی به عنوان نماینده میانه از استان آذربایجان شرقی در مجلس شورای ملی حضور داشت.